# Mesaoud
Mesaoud est un étalon arabe de type Al Khamsa né en 1887. Il était l'un des étalons fondateurs du haras Crabbet Arabian Stud en Angleterre. Élevé en Égypte par Ali Pasha Sherif, il est ensuite importé en Angleterre par Wilfrid Scawen Blunt et Anne Blunt, en 1891. Mesaoud avait une robe alezan avec des marques blanches brillantes.